# Distretto di Chirumhanzu
Il distretto di Chirumhanzu è un distretto di secondo ordine della provincia delle Midland (Zimbabwe), situata tra Gweru e Masvingo.
il distretto ha una popolazione di circa 95 272 persone di cui solo il 5,3% abitano in zone urbane e il 66% ha meno di 40 anni.

## Economia
Nel distretto di Chirumhanzu è importante il settore secondario con le sue miniere di cromo.